# Reformació amb vapor
La reformació amb vapor (de l'anglès steam reforming) és un mètode per a produir hidrogen, monòxid de carboni o altres productes útils a partir d'hidrocarburs combustibles com el gas natural. Això s'aconsegueix en un dispositiu de processament anomenat reformador que reacciona al vapor a alta temperatura amb el combustible fòssil. Aquest procés requereix una gran quantitat d'energia i, en el cas d'alguns combustibles, es necessita una remoció de continguts de sofre i altres impureses.
Aquest procés té un rendiment de 65%, i en el cas que el gas natural contingui sofre, tal element ha de ser eliminat mitjançant la dessulfuració.
El vapor reformador de metà és àmpliament utilitzat en la indústria per a fer hidrogen. També hi ha interès en el desenvolupament d'unitats molt més petites basades en tecnologia similar per produir hidrogen com a matèria primera per a cèl·lules de combustible. Les unitats de reforma amb vapor a petita escala per subministrar piles de combustible són actualment objecte de recerca i desenvolupament, que normalment impliquen la reforma del metanol, però també s'estan considerant altres combustibles com el propà, gasolina, autogàs, gasoli, i etanol.

## Reformació industrial
La reforma amb vapor del gas natural, de vegades anomenada reforma amb vapor del metà (SMR), és el mètode més comú de produir hidrogen de massa comercial en aproximadament el 95% de la producció mundial
 de 500 billion m³ el 1998. L'hidrogen es fa servir per a la síntesi d'amoníac i altresproductes químics. A altes temperatures (700 – 1100 °C), i en presència de níquel com catalitzador,el vapor reacciona amb el metà per donar monòxid de carboni i hidrogen.
CH₄ + H₂O ⇌ CO + 3 H₂
Els catalitzadors amb una gran relació superfície/volum són preferits a causa de les limitacions de difusió a causa de la temperatura de funcionament alta. Exemples de formes catalitzadores utilitzades són rodes portavocades, rodes dentades i anells amb forats. A més, aquestes formes tenen una baixa caiguda de pressió, que és avantatjosa per a aquesta aplicació.
L'hidrogen addicional pot ser recuperat per una reacció de canvi de gas d'aigua a baixa temperatura amb el monòxid de carboni produït, en presència d'un catalitzador de coure o de ferro. La reacció es resumeix mitjançant:
CO + H₂O ⇌ CO₂ + H₂
La primera reacció és fortament endotèrmica (consumeix calor, ΔHr= 206 kJ/mol), la segona reacció és lleugerament exotèrmica (produeix calor, ΔHr= -41 kJ/mol).
Els Estats Units produeixen nou milions de tones d'hidrogen per any, principalment amb la reforma del vapor de gas natural. La producció mundial d'amoníac, amb hidrogen derivat de la reforma del vapor, va ser de 144 tones mètriques el 2014.
Aquest procés no s'ha de confondre amb la reformació catalítica, un procediment de refinació del petroli que també produeix quantitats significatives d'hidrogen junt amb gasolina d'alt octanatge.